# Masakra w więzieniu w Krzemieńcu
Masakra w więzieniu w Krzemieńcu – masowy mord na więźniach osadzonych w więzieniu w Krzemieńcu dokonany przez funkcjonariuszy NKWD na przełomie czerwca i lipca 1941 roku. Ofiarą zbrodni padło prawdopodobnie od 100 do 150 Ukraińców i Polaków. Była to jedna z wielu tzw. masakr więziennych, dokonanych przez NKWD po rozpoczęciu niemieckiej inwazji na ZSRR.

## Geneza
Krzemieniec, przed wojną miasto powiatowe w województwie wołyńskim, od września 1939 roku znajdował się pod sowiecką okupacją. Osoby aresztowane przez NKWD były osadzane w celach przedwojennego polskiego więzienia. Było ono jednym z czterech sowieckich więzień funkcjonujących na terenie obwodu tarnopolskiego; w oficjalnych dokumentach określano je mianem „więzienia nr 4”. Stanowisko naczelnika piastował funkcjonariusz nazwiskiem Riabow.
22 czerwca 1941 roku nazistowskie Niemcy dokonały inwazji na Związek Radziecki. Pierwsze tygodnie wojny miały bardzo pomyślny przebieg dla strony niemieckiej. Dywizjom Wehrmachtu udało się bowiem rozbić wojska nadgranicznych okręgów wojskowych ZSRR, a następnie wedrzeć się w głąb sowieckiego terytorium. Wobec szybkich postępów niemieckiej ofensywy NKWD przystąpiło do likwidacji więźniów politycznych przetrzymywanych w strefie działań wojennych. Latem 1941 roku w więzieniach i aresztach na Kresach Wschodnich zamordowano od 20 tys. do 30 tys. osób.

## Przebieg wydarzeń
Z wykazów odnalezionych w sowieckich archiwach wynika, że stan osadzonych w krzemienieckim więzieniu na dzień 10 czerwca 1941 roku wynosił 452 osoby. Inne dokumenty NKWD z czerwca 1941 roku, dotyczące planowanej ewakuacji więzienia, informują, że na wschód zamierzano wywieźć 439 lub 461 więźniów. Z kolei Wykaz odjazdów i ruchu transportów z więzień NKWD Ukraińskiej SRR oraz raport na temat przebiegu ewakuacji więzień Ukraińskiej SRR, podają, że do momentu rozpoczęcia ewakuacji w więzieniu znajdowało się 360 więźniów.
26 czerwca 1941 roku sowiecki personel opuścił więzienie – rzekomo na polecenie naczelnika miejscowej placówki NKWD. Funkcjonariusze pozostawili więźniów w celach i udali się w kierunku Katerburga, skąd powrócili dopiero po kilku godzinach. Podczas ich nieobecności 191 więźniów zdołało wydostać się na wolność. Z tego powodu naczelnik Riabow został później pozbawiony stanowiska; w sprawie tej wszczęto również dochodzenie.
Część osadzonych NKWD zdołało ewakuować na wschód. Wykaz odjazdów i ruchu transportów z więzień NKWD Ukraińskiej SRR podaje, że 17 lipca 1941 roku do Złatoustu przybył transport ze 138 więźniami z Krzemieńca. Pozostałych więźniów postanowiono zlikwidować na miejscu. Sowieckie dokumenty milczą na temat przebiegu tych egzekucji oraz liczby zamordowanych. Według jednej z polskich relacji enkawudziści zamordowali kilkuset Ukraińców i Polaków, a według ukraińskiej „prasy gadzinowej” – 1500 Ukraińców. Po wkroczeniu wojsk niemieckich w więzieniu przeprowadzono ekshumację. Raporty Einsatzgruppen informują, że w jej wyniku odnaleziono około 100–150 zwłok.

## Epilog
Podobnie jak miało to miejsce w przypadku wielu innych masakr więziennych, winą za zbrodnie NKWD obarczono ludność żydowską, którą zgodnie ze stereotypem „żydokomuny” utożsamiano w całości z systemem sowieckim i stosowaną przezeń polityką terroru. Po wkroczeniu wojsk niemieckich do Krzemieńca grupę miejscowych Żydów zmuszono do pracy przy ekshumacji ofiar NKWD. Niektóre odnalezione zwłoki były pozbawione skóry, stąd w mieście rozeszła się plotka, iż enkawudziści wrzucali swoje ofiary do kotła z wrzątkiem. Rozjuszona tymi pogłoskami ludność ukraińska dokonała antysemickiego pogromu. W czasie zamieszek 130 Żydów zostało schwytanych i zatłuczonych na śmierć kijami.
Po 1990 roku prace ekshumacyjne na miejscu pochówku ofiar NKWD prowadził ukraiński oddział stowarzyszenia „Memoriał”.